# Guerriglia del Ñancahuazú
La guerriglia del Ñancahuazú (in spagnolo guerrilla de Ñancahuazú) fu una guerra civile combattuta dal 1966 al 1967 in Bolivia, principalmente nei dintorni del fiume Ñancahuazú nel distretto di Santa Cruz, tra l'Esercito di Liberazione Nazionale ) organizzato e comandato da Ernesto Che Guevara, ma isolato politicamente dal Segretario del Partito Comunista Boliviano Mario Monje, dopo che la sua proposta di assumerne il comando politico venne rifiutata da "Che" Guevara, il quale nel suo diario definisce l'attitudine di Monje come quella di un traditore,  e il governo boliviano capeggiato dal dittatore René Barrientos Ortuño, supportato dagli Stati Uniti d'America. Il conflitto è conosciuto, oltre che come parte della guerra fredda, anche come l'ultimo a cui prese parte Che Guevara, prima di essere catturato e giustiziato.
| Controllo di autorità | VIAF (EN) 159340911 · LCCN (EN) n91004931 |